# Мениль-Рок
Мениль-Рок (фр. Mesnil-Roc'h) — новая коммуна на северо-западе Франции, находится в регионе Бретань, департамент Иль и Вилен, округ Сен-Мало, кантон Комбур. Расположена в 41 км к северу от Ренна и в 23 км к югу от Сен-Мало, в 11 км от национальной автомагистрали N176.
Население (2018) — 4 301 человек. 

## История
Коммуна Мениль-Рок образована 1 января 2019 года путем слияния трех коммун:
- Ланелен
- Сен-Пьер-де-Плеген
- Трессе

Центром новой коммуны является Сен-Пьер-де-Плеген. От него к новой коммуне перешли почтовый индекс и код INSEE. На картах в качестве координат Мениль-Рока указываются координаты Сен-Пьер-де-Плеген.

## Достопримечательности
- Церковь Святого Петра XV-XVI веков с башней XVII века в Сен-Пьер-де-Плегене
- Шато Рувр XVIII века в Сен-Пьер-де-Плегене
- Церковь Святого Стефана в романо-византийском стиле в Трессе

## Экономика
Структура занятости населения:
- сельское хозяйство — 4,1 %
- промышленность — 18,8 %
- строительство — 11,5 %
- торговля, транспорт и сфера услуг — 26,2 %
- государственные и муниципальные службы — 39,4 %

Уровень безработицы (2018) — 8,8 % (Франция в целом —  13,4 %, департамент Иль и Вилен — 10,4 %). 

Среднегодовой доход на 1 человека, евро (2018) — 20 690 (Франция в целом — 21 730, департамент Иль и Вилен — 22 230).

## Администрация
Пост мэра Мениль-Рока с 2019 года занимает Кристель Бросселье (Christelle Brossellier). На муниципальных выборах 2020 года возглавляемый ею центристский список был единственным.
| Период | Период | Фамилия            | Партия       | Примечания |
| ------ | ------ | ------------------ | ------------ | ---------- |
| 2019   |        | Кристель Бросселье | Разные левые | фермер     |

## Галерея

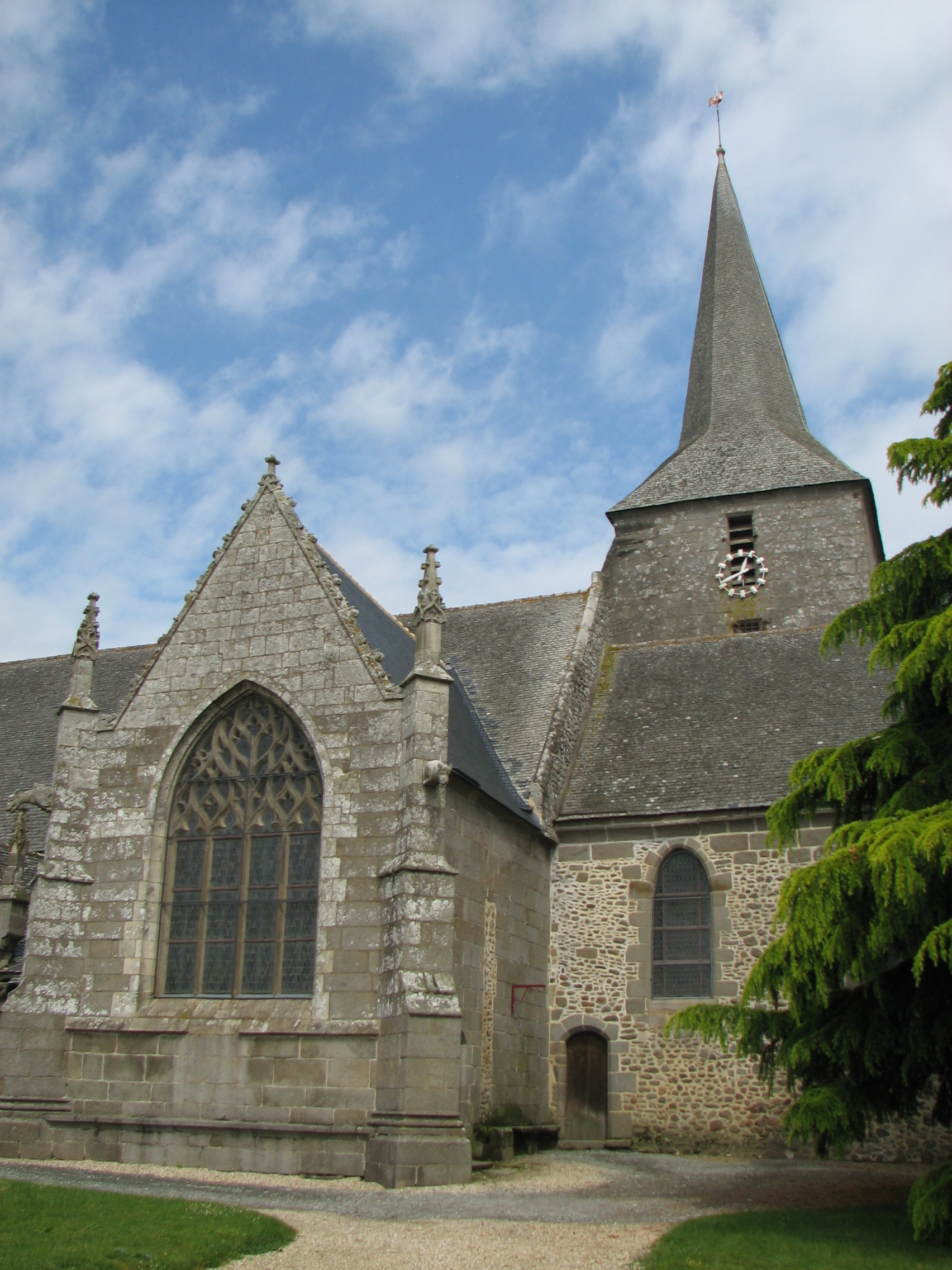
Церковь Святого Петра
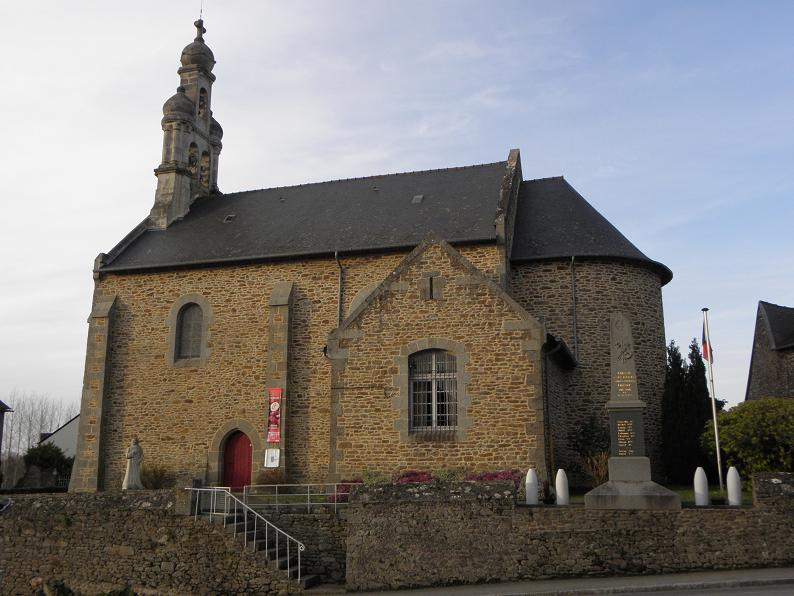
Церковь Святого Стефана